# Zoudyra
 (août 2025).
Zoudyra (en russe : Зудыра) est un village russe du raïon de Tchernychevsk du kraï de Transbaïkalie, en Sibérie. Il fait partie de l'établissement rural de Aksionovo-Zilovskoïe, et sa population s'élevait à 35 habitants au recensement de 2021.

## Géographie
Le village de Zoudyra se situe dans le kraï de Transbaïkalie, un kraï situé en Transbaïkalie, région de Sibérie orientale, en Russie. Il fait partie du district fédéral extrême-oriental. Le village fait partie du raïon de Tchernychevsk, un raïon du kraï, avec Tchernychevsk comme centre administratif. Il fait partie de l'établissement rural de Aksionovo-Zilovskoïe, une municipalité, avec le village de Aksionovo-Zilovskoïe comme chef-lieu,.
Le fuseau horaire du village est MSK+6 (heure de Iakoutsk). Le décalage horaire appliqué par rapport au temps universel coordonné est +09:00.

## Histoire
Le village a été fondé en 1908.

## Démographie
Recensements (*) et estimations de la population,,:
| 2002 * | 2010* | 2021* | - |
| ------ | ----- | ----- | - |
| 35     | 32    | 35    | - |